# 1875 en Bretagne
 Chronologie de la Bretagne
- 1871
- 1872
- 1873
- 1874
- 1875
- 1876
- 1877
- 1878
- 1879

Cette page recense des événements qui se sont produits durant l'année 1875 en Bretagne.

## Décès

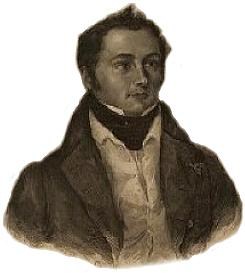
Édouard Corbière

- 27 septembre à Morlaix : Jean Antoine René Édouard Corbière, né à Brest (Finistère) le 1er avril 1793, marin, armateur, journaliste et écrivain français, considéré comme le père du roman maritime en France. Il est le père du poète Tristan Corbière (1845-1875) reconnu a titre posthume.

## Arts

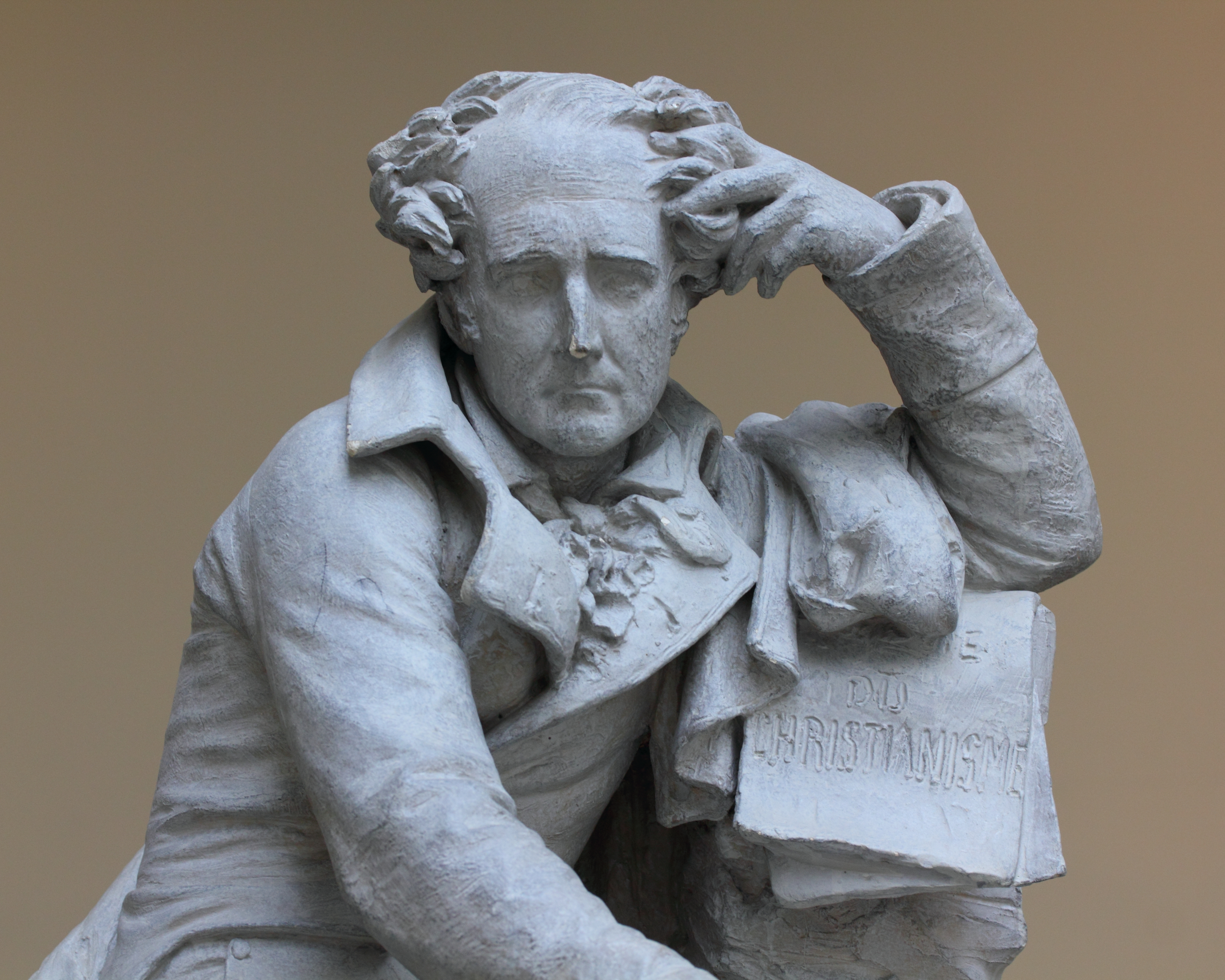
Chateaubriand par le sculpteur Aimé Millet.

- création de Chateaubriand par le sculpteur Aimé Millet

## Sources